# Alessandro Albanese
Alessandro Albanese (Luik, 12 januari 2000) is een Belgisch voetballer die sinds 2020 uitkomt voor Waasland-Beveren. Albanese is een flankaanvaller die het liefst als linksbuiten speelt.

## Carrière

### Jeugd
Albanese startte zijn carrière bij JS Molise-Herstal, dat later opging in fusieclub FC Herstal. Daar plukte Standard Luik hem weg. In 2014 koos hij ervoor om zijn jeugdopleiding verder te zetten bij FC Porto. Amper een jaar later vertrok hij echter al naar Duitsland: eerst naar TSG 1899 Hoffenheim, daarna naar Eintracht Frankfurt. Na zijn vertrek bij Frankfurt in 2019 bleef hij een jaar zonder club.

### Waasland-Beveren
In juli 2020 ondertekende Albanese een contract voor drie seizoenen plus optie bij Waasland-Beveren. In zijn eerste drie wedstrijden in de Jupiler Pro League (tegen KV Kortrijk, Standard Luik en Zulte Waregem) was hij telkens goed voor een assist. Albanese klokte dat seizoen uiteindelijk af op zes assists, plus één in de Beker van België. Op het einde van het seizoen eindigde de club voorlaatste, waardoor het veroordeeld was tot barragewedstrijden tegen RFC Seraing om zich te redden. Albanese beet in het zand tegen zijn stadsgenoten en degradeerde naar Eerste klasse B.

## Clubstatistieken
| Seizoen         | Club             | Land            | Competitie      | Competitie | Competitie | Beker | Beker | Supercup | Supercup | Europees | Europees | Totaal | Totaal |
| Seizoen         | Club             | Land            | Competitie      | Wed.       | Dlp.       | Wed.  | Dlp.  | Wed.     | Dlp.     | Wed.     | Dlp.     | Wed.   | Dlp.   |
| --------------- | ---------------- | --------------- | --------------- | ---------- | ---------- | ----- | ----- | -------- | -------- | -------- | -------- | ------ | ------ |
| 2020/21         | Waasland-Beveren | Vlag van België | Eerste klasse A | 24         | 1          | 2     | 0     | —        | —        | —        | —        | 26     | 1      |
| 2021/22         | Waasland-Beveren | Vlag van België | Eerste klasse B | 1          | 0          | 0     | 0     | —        | —        | —        | —        | 1      | 0      |
| Carrière totaal | Carrière totaal  | Carrière totaal | Carrière totaal | 25         | 1          | 2     | 0     | 0        | 0        | 0        | 0        | 27     | 1      |

Bijgewerkt op 26 augustus 2021.
1 Reus ·
4 Bateau ·
5 Luiz ·
6 Dicke ·
7 Kerrigan ·
8 Servais ·
9 Ola-Adebomi ·
10 Limbombe ·
11 Michiwaki ·
13 Khatir ·
15 Wuytens ·
16 Deman ·
18 Dewaele ·
20 Dassy ·
21 Jans ·
23 Fall ·
24 Moustapha ·
30 Corryn ·
32 Filipovic ·
34 Abrahams ·
43 Coopman ·
77 Ertürk ·
78 Van Hecke ·
84 Lusamba ·
92 Mertens ·
Brüls ·
Coach: Reedijk